# Championnats d'Asie d'athlétisme 1981
Navigation
Les 4e Championnats d'Asie d'athlétisme se sont déroulés à Tokyo, au Japon en 1981.

## Résultats

### Hommes
| Event | Or                              | Or             | Argent                                | Argent         | Bronze                         | Bronze         |
| --- | ------------------------------- | -------------- | ------------------------------------- | -------------- | ------------------------------ | -------------- |
| 100 m | Suchart Chairsuvaparb Thaïlande | 10 s 52        | Yuan Guoqiang Chine                   | 10 s 69        | Sumet Promna Thaïlande         | 10 s 74        |
| 200 m | Toshio Toyota Japon             | 20 s 99        | Sumet Promna Thaïlande                | 21 s 16        | Hirohito Yamazaki Japon        | 21 s 23        |
| 400 m | Takayuki Isobe Japon            | 46 s 72        | Eiji Natori Japon                     | 46 s 92        | Aouf Abdulrahman Yousef Iraq   | 47 s 22        |
| 800 m | Abraham Rajan Inde              | 1 min 50 s 21  | Khalid Khalifa Koweït                 | 1 min 50 s 37  | Takatsune Teranishi Japon      | 1 min 50 s 62  |
| 1 500 m | Takashi Ishii Japon             | 3 min 50 s 63  | Sukhwant Singh Inde                   | 3 min 51 s 88  | Sant Kumar Inde                | 3 min 52 s 12  |
| 5000 m | Gopal Saini Inde                | 13 min 52 s 22 | Yasunori Watanabe Japon               | 13 min 55 s 62 | Park Won-Keun Corée du Sud     | 13 min 57 s 33 |
| 10 000 m | Kunimitsu Itō Japon             | 28 min 53 s 29 | Tatsuya Moriguchi Japon               | 29 min 24 s 77 | Kazuyoshi Kudo Japon           | 29 min 30 s 25 |
| 3000 m steeple | Masanari Shintaku Japon         | 8 min 29 s 09  | Gopal Saini Inde                      | 8 min 30 s 88  | Anokh Singh Inde               | 8 min 52 s 67  |
| 110 m haies | Yoshifumi Fujimori Japon        | 14 s 22        | Katsumi Kashiwazaki Japon             | 14 s 33        | Satbir Singh Inde              | 14 s 89        |
| 400 m haies | Takashi Nagao Japon             | 50 s 32        | Shigenori Ohmori Japon                | 50 s 71        | Yukihiro Yoshimatsu Japon      | 51 s 35        |
| 20 km marche | Chand Ram Inde                  | 1 h 34 min 08  | Ranjit Singh Inde                     | 1 h 35 min 20  | Vellasamy Subramaniam Malaisie | 1 h 37 min 32  |
| 4 × 100 m | Japon                           | 39 s 86        | Thaïlande                             | 40 s 36        | Corée du Sud                   | 40 s 56        |
| 4 × 400 m | Japon                           | 3 min 07 s 06  | Iraq                                  | 3 min 10 s 10  | Inde                           | 3 min 10 s 54  |
| Saut en hauteur | Zhu Jianhua Chine               | 2,30 m         | Takao Sakamoto Japon                  | 2,24 m         | Shuji Ujino Japon              | 2,21 m         |
| Saut à la perche | Tomomi Takahashi Japon          | 5,20 m         | Rihan Ali Rihan Obeid Arabie saoudite | 4,40 m         | Abdullah Awadh Arabie saoudite | 4,20 m         |
| Saut en longueur | Liu Yuhuang Chine               | 8,05 m         | Junichi Usui Japon                    | w 7,94 m       | Toshihisa Yoshimoto Japon      | 7,71 m         |
| Triple saut | Zou Zhenxian Chine              | 17,05 m        | Masami Nakanishi Japon                | 16,61 m        | Yasushi Ueta Japon             | 16,10 m        |
| Lancer du poids | Mohammed Al-Zinkawi Koweït      | 17,87 m        | Bahadur Singh Chouhan Inde            | 17,38 m        | Vijay Bahadur Inde             | 16,71 m        |
| Lancer du disque | Li Weinan Chine                 | 53,30 m        | Michio Kita Japon                     | 51,76 m        | Raghubir Singh Bal Inde        | 50,04 m        |
| Lancer du marteau | Shigenobu Murofushi Japon       | 69,62 m        | Masayuki Kawata Japon                 | 66,84 m        | Nobuyuki Ifuku Japon           | 65,98 m        |
| Lancer du javelot | Shen Maomao Chine               | 85,40 m        | Yoshinori Kuriyama Japon              | 78,56 m        | Masami Yoshida Japon           | 74,42 m        |
| Décathlon | Sabir Ali Inde                  | 7253 pts       | Nobuya Saito Japon                    | 7078 pts       | Zu Qilin Chine                 | 7074 pts       |
| Records et Performances - AR : Record continental (area record) - CR : Record des championnats (championship record) - MR : Record du meeting (meet record) - NR : Record national (national record) - OR : Record olympique (olympic record) - PR : Record paralympique (paralympic record) - PB : Record personnel (personal best) - SB : Meilleure performance personnelle de la saison (season's best) - WL : Meilleure performance mondiale de l'année (world leader) - WJR : Record du monde junior (world junior record) - WR : Record du monde (world record) Circonstances et Conditions - DNF : N'a pas terminé (did not finish) - DNS : N'a pas pris le départ (did not start) - DQ : Disqualification (disqualification) - NM : Aucun essai valable enregistré (No Mark) - Q : Qualifié « directement » au prochain tour (ou à la prochaine compétition), lors d'une compétition majeure, grâce au classement ou à la réalisation des minima (automatic qualifier) - q : Qualifié au prochain tour (ou à la prochaine compétition), lors d'une compétition majeure, grâce au repêchage ou à la réalisation de l'une des meilleures performances parmi celles des « non qualifiés directement » (grâce au meilleur temps ou à la meilleure distance par exemple) (secondary qualifier) |                                 |                |                                       |                |                                |                |

### Femmes
| Event | Or                     | Or            | Argent                      | Argent        | Bronze                     | Bronze        |
| --- | ---------------------- | ------------- | --------------------------- | ------------- | -------------------------- | ------------- |
| 100 m | Yukiko Osako Japon     | 11 s 91       | Usanee Laopinkarn Thaïlande | 11 s 97       | Emiko Konishi Japon        | 12 s 02       |
| 200 m | Emiko Konishi Japon    | 24 s 46       | Tomi Osaka Japon            | 24 s 52       | Lydia de Vega Philippines  | 24 s 54       |
| 400 m | Junko Yoshida Japon    | 54 s 89       | Lydia de Vega Philippines   | 55 s 39       | Saik Oik Cum Malaisie      | 55 s 62       |
| 800 m | Geeta Zutshi Inde      | 2 min 08 s 13 | Kumiko Mega Japon           | 2 min 09 s 86 | Kim Soon-Hwa Corée du Sud  | 2 min 10 s 41 |
| 1500 m | Zhang Xiunen Chine     | 4 min 27 s 11 | Geeta Zutshi Inde           | 4 min 28 s 98 | Kim Soon-Hwa Corée du Sud  | 4 min 30 s 81 |
| 3000 m | Akemi Masuda Japon     | 9 min 18 s 17 | Nanae Sasaki Japon          | 9 min 41 s 85 | Jiang Zhourong Chine       | 9 min 48 s 07 |
| 100 m haies | Emi Akimoto Japon      | 13 s 78       | Dai Jianhua Chine           | 13 s 98       | Noriko Ehara Japon         | 14 s 09       |
| 400 m haies | Yumiko Aoi Japon       | 59 s 26       | Hu Aiping Chine             | 60 s 68       | Manathoor D. Valsamma Inde | 61 s 16       |
| 4 × 100 m | Japon                  | 45 s 70       | Thaïlande                   | 46 s 43       | Corée du Sud               | 47 s 85       |
| 4 × 400 m | Malaisie               | 3 min 46 s 36 | Philippines                 | 3 min 55 s 60 | Inde                       | 3 min 59 s 80 |
| Saut en hauteur | Hisayo Fukumitsu Japon | 1,93 m        | Zheng Dazhen Chine          | 1,84 m        | Megumi Sato Japon          | 1,81 m        |
| Saut en longueur | Wu Feng Chine          | w 5,97 m      | Atsuko Adada Japon          | 5,93 m        | Mercy Matthews Inde        | 5,91 m        |
| Lancer du poids | Shen Lijuan Chine      | 17,75 m       | Kayoko Hayashi Japon        | 15,66 m       | Yukari Seo Japon           | 15,18 m       |
| Lancer du disque | Li Xiaohui Chine       | 59,10 m       | Harumi Suzuki Japon         | 48,86 m       | Reiko Honma Japon          | 48,00 m       |
| Lancer du javelot | Tang Guoli Chine       | 61,64 m       | Naomi Shibusawa Japon       | 57,08 m       | Kanae Takahashi Japon      | 56,16 m       |
| Heptathlon | Ye Peisu Chine         | 5445 pts      | Tomoko Uchida Japon         | 5254 pts      | Zaiton Othman Malaisie     | 4879 pts      |
| Records et Performances - AR : Record continental (area record) - CR : Record des championnats (championship record) - MR : Record du meeting (meet record) - NR : Record national (national record) - OR : Record olympique (olympic record) - PR : Record paralympique (paralympic record) - PB : Record personnel (personal best) - SB : Meilleure performance personnelle de la saison (season's best) - WL : Meilleure performance mondiale de l'année (world leader) - WJR : Record du monde junior (world junior record) - WR : Record du monde (world record) Circonstances et Conditions - DNF : N'a pas terminé (did not finish) - DNS : N'a pas pris le départ (did not start) - DQ : Disqualification (disqualification) - NM : Aucun essai valable enregistré (No Mark) - Q : Qualifié « directement » au prochain tour (ou à la prochaine compétition), lors d'une compétition majeure, grâce au classement ou à la réalisation des minima (automatic qualifier) - q : Qualifié au prochain tour (ou à la prochaine compétition), lors d'une compétition majeure, grâce au repêchage ou à la réalisation de l'une des meilleures performances parmi celles des « non qualifiés directement » (grâce au meilleur temps ou à la meilleure distance par exemple) (secondary qualifier) |                        |               |                             |               |                            |               |

## Tableau des médailles
| Rang | Nation          | Or | Argent | Bronze | Total |
| ---- | --------------- | -- | ------ | ------ | ----- |
| 1    | Japon           | 18 | 19     | 14     | 51    |
| 2    | Chine           | 11 | 4      | 2      | 17    |
| 3    | Inde            | 5  | 5      | 9      | 19    |
| 4    | Thaïlande       | 1  | 4      | 1      | 6     |
| 5    | Koweït          | 1  | 1      | 0      | 2     |
| 6    | Malaisie        | 1  | 0      | 3      | 4     |
| 7    | Philippines     | 0  | 2      | 1      | 3     |
| 8    | Arabie saoudite | 0  | 1      | 1      | 2     |
| 8    | Iraq            | 0  | 1      | 1      | 2     |
| 10   | Corée du Sud    | 0  | 0      | 5      | 5     |